# Dryadella fuchsii
Dryadella fuchsii är en orkidéart som beskrevs av Carlyle August Luer. Dryadella fuchsii ingår i släktet Dryadella och familjen orkidéer. Inga underarter finns listade i Catalogue of Life.